# UNB
UNB (Hangul: 유앤 비) era un gruppo musicale sudcoreano formato attraverso il reality show della rete televisiva KBS The Unit. Il gruppo era composto da nove membri: Jun, Euijin, Go Ho-jung, Feeldog, Marco, Ji Han-sol, Daewon, Kijung e Chan. Il loro album di debutto, Boyhood, è stato pubblicato il 7 aprile 2018. Hanno concluso le loro attività il 27 gennaio 2019.

## Membri
- Euijin (의진; Bigflo)
- Feeldog (필독; Big Star) — leader
- Daewon (대원; former Madtown)
- Marco (마르코; Hot Blood Youth)
- Go Ho-jung (고호정; Hotshot)
- Ji Han-sol (지한솔; New Kidd)
- Jun (준; U-KISS)
- Chan (찬; A.C.E)
- Kijung (기중; IM)

A partire da aprile 2018, New Kidd/Ji Han-sol non ha debuttato ufficialmente, ma ha pubblicato un singolo digitale pre-debutto a novembre 2017, dopo che The Unit aveva già iniziato la messa in onda.

## Discografia
EP
- Boyhood (2018)
- Black Heart (2018)

Singoli
- Feeling
- ONLY ONE
- Black Heart